# Václav Sika
Václav Sika (* 19. April 1955 in Domažlice) ist ein tschechischer Maler. Er leitete 21 Jahre lang die „Galerie der Gebrüder Špillar“ in Domažlice, in der er neben tschechischen Künstlern immer wieder auch bayerische Künstler vorstellte. 2020 wurde er Mitglied des „Klubs der Konkretisten der Tschechischen Republik“. Seit 1993 ist er Mitglied der „Union der bildenden Künstler des Pilsner Bezirks“.

## Wirken
Sika widmet sich der Malerei, der Zeichnung und der Computergraphik, schafft Objekte und illustrierte drei Bücher der Schriftstellerin Marie Rivai. Im Jahr 2015 brachte er ein autobiographisches Buch mit dem Titel Erinnerungen heraus.
Václav Sika widmet sich systematisch der konkreten Kunst und dem Ornament, auch realistischen Porträts und Details von Pflanzen, Vögeln, Käfern und Motorrädern. Seit 1990 hat Václav Sika mehr als fünfzig Einzelausstellungen gehabt, nicht nur in der Tschechischen Republik und in der BRD, sondern auch in den Niederlanden, in Japan und in den USA. Er hat mit seinen Werken auch an fünfzig Gruppenausstellungen in Tschechien, Deutschland, Österreich und in der Slowakei teilgenommen. Außerdem hat er sich an mehreren Symposien in Tschechien und Deutschland beteiligt.
Seine Werke befinden sich in den Sammlungen der Westböhmischen Galerie in Pilsen, der Mährischen Galerie in Brno, der Kunstgalerie Karlsbad, der Artothek der Stadt Pilsen, der Galerie Klatovy/Klenová, der Galerie der bildenden Kunst in Hodonín, der Städtischen Galerie in Vodňany, des Museums des Chodenlandes, in der Galerie der Gebrüder Špillar in Domažlice und im Kunstzentrum in Kvilda. Auch das Außenministerium der tschechischen Republik und die tschechischen Botschaften in Rumänien und Japan nennen Bilder von Sika ihr Eigen.
Václav Sika hat sich auch an folgenden innenarchitektonischen Projekten beteiligt: Sitzungssaal des Tschechischen Anglervereins in Pilsen – mit Hysková, Büro des zweiten Bürgermeisters im Rathaus in Domažlice – mit  V. Vojtová und Büro der Firma EKOOL in Kout na Šumavě – mit  V. Vojtová Gesellschaftlicher Raum im Seniorenheim in Domažlice – aradecor. Im Jahr 2008 erhielt er ein Stipendium im Oberpfälzer Künstlerhaus in Schwandorf-Fronberg.